# Santiago (comuna)

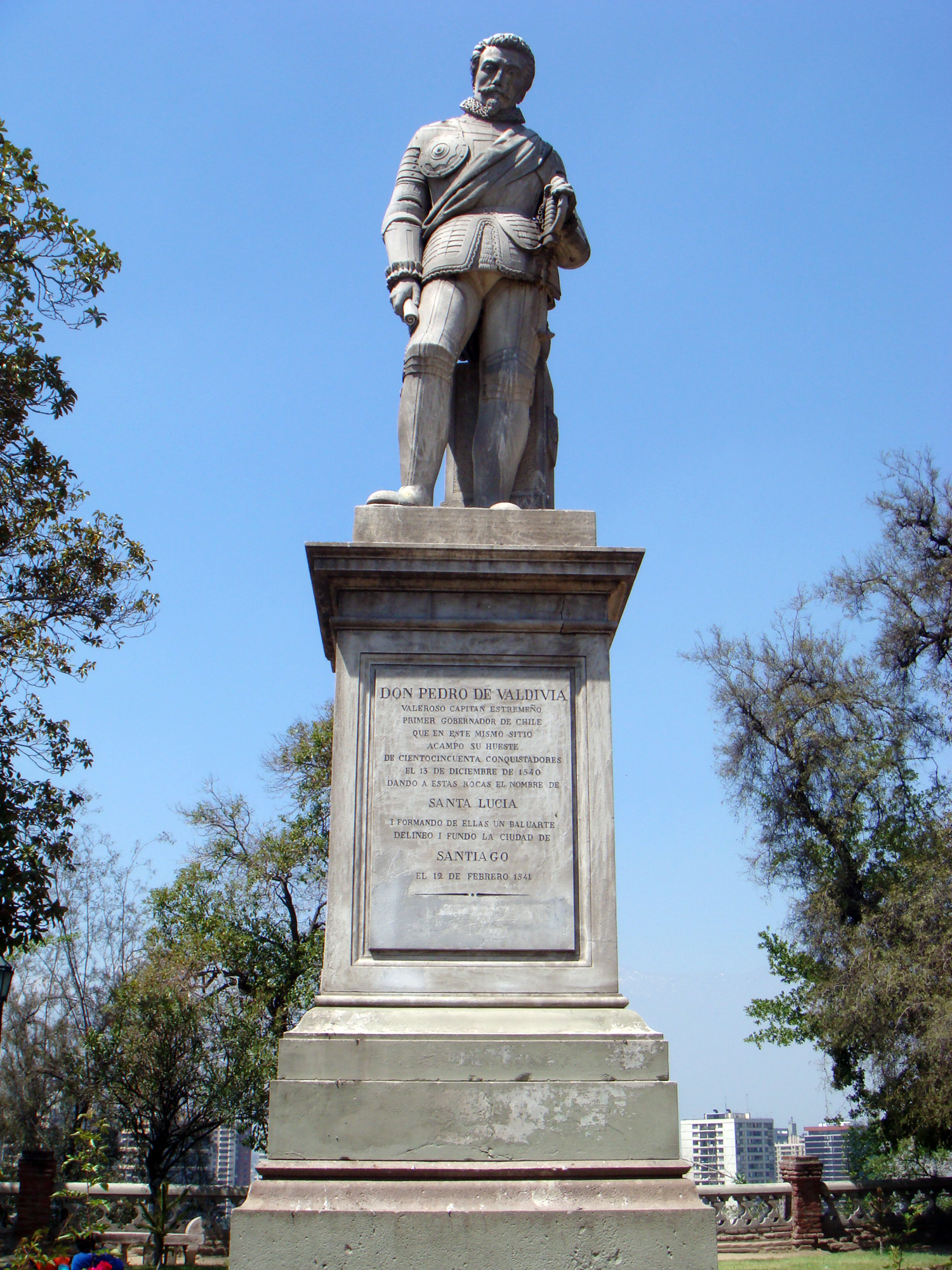
Monumento a Pedro de Valdivia no Cerro Santa Lucía lugar exato aonde foi fundada Santiago de Nueva Extremadura.

Santiago é uma das 32 comunas que compõem a cidade de Santiago, capital do Chile. É também a capital da província de Santiago. 
A comuna limita-se: a norte com Independencia e Recoleta; a leste com Providencia e Ñuñoa; a sul com San Joaquín, San Miguel e Pedro Aguirre Cerda; a oeste com Estación Central e Quinta Normal.
Foi fundada pelo militar e conquistador espanhol Pedro de Valdivia em 12 de fevereiro de 1541 com o nome de Santiago del Nuevo Extremo (Santiago de Nueva Extremadura).

## Principais Bairros
Consistindo na área mais central e adensada da  região, este setor apresenta os seguintes bairros principais:
- Bellas Artes
- Bogotá
- Brasil
- Cívico de Santiago
- Club Hípico
- Concha y Toro
- Copiapó
- Cummings
- Dieciocho
- Ejército
- Franklin
- Huemul
- Judicial
- La Bolsa
- Lastarria
- Mapocho
- Matta Sur
- Meiggs
- Panamá
- París-Londres
- Parque Almagro
- Parque Forestal
- Pedro Montt
- República
- San Borja
- San Diego
- San Isidro
- San Pablo
- Santa Rosa

## Geminações
- Miami, Flórida, Estados Unidos[1]